# Шелтозерско-Бережная волость
Шелтозерско-Бережная волость — волость в составе Петрозаводского уезда Олонецкой губернии.

## Общие сведения
Волостное правление располагалось в селении Еремеев посад.
В состав волости входили сельские общества, включающие 62 деревни:
- Рыборецкое общество
- Шелтозерско-Бережное общество
- Шелтозерско-горное общество
- Щелейско-Гиморецкое общество
- Шокшинское общество

На 1890 год численность населения волости составляла 8555 человек.
На 1905 год численность населения волости составляла 9330 человек. В волости насчитывалось 1221 лошадь, 2873 коровы и 2242 головы прочего скота.
Постановлением ВЦИК и СНК РСФСР от 4 августа 1920 года в населённых карелами местностях Олонецкой и Архангельской губерний была образована Карельская трудовая коммуна и волость вошла в состав Карельской трудовой коммуны. В 1923 году волость вошла в состав образованной Автономной Карельской ССР.
В ходе реформы административно-территориального деления СССР в 1927 году волость была упразднена. 
В настоящее время территория Шелтозерско-Бережной волости относится в основном к Прионежскому району Республики Карелия.